# Гуляевский
Гуляевский — хутор в Новоаннинском районе Волгоградской области России. Входит в состав Бочаровского сельского поселения. Население 242 человека (2010).
Малая родина Героя Социалистического Труда А. А. Афониной.

## География
Расположен в северо-западной части области. Протекает река, есть пруд.
Уличная сеть состоит из шести географических объектов:
- Квартал: кв-л Промышленный
- Переулок: Короткий пер.
- Улицы: ул. Заречная, ул. Новосельская, ул. Торговая, ул. Центральная.

Абсолютная высота 108 метров над уровнем моря
.

## Население
| 2010 |
| ---- |
| 242  |

Гендерный состав
По данным Всероссийской переписи населения 2010 года в гендерной структуре населения из 242 человек мужчин — 110, женщин — 132 (45,5 и 54,5 % соответственно).
Национальный состав
Согласно результатам переписи 2002 года, в национальной структуре населения
русские составляли 82 % из общей численности населения в 237 человек

## Инфраструктура
Развитое сельское хозяйство. Личное подсобное хозяйство.

## Транспорт
Подъездная дорога на федеральную автотрассу «Каспий».
Просёлочные дороги.